# Wessam Abou Ali
Wessam Abou Ali (tiếng Ả Rập: وسام أبو علي, sinh ngày 4 tháng 1 năm 1999) là một cầu thủ bóng đá chuyên nghiệp người Đan Mạch-Palestine hiện đang thi đấu ở vị trí tiền đạo cho câu lạc bộ Columbus Crew tại Major League Soccer. Sinh ra ở Đan Mạch, anh hiện thi đấu cho đội tuyển bóng đá quốc gia Palestine ở cấp độ quốc tế.

## Thi đấu tại câu lạc bô

### AaB
Khởi đầu sự nghiệp ở câu lạc bộ B52/AFC ở Aalborg. Sáu năm saum Abou Ali chuyển đến câu lạc bộ lớn nhất trong khu vực, AaB.
Abou Ali có trận ra mắt tại giải VĐQG Đan Mạch vào ngày 15 tháng 3 năm 2018 trong trận đấu với AC Horsens. Bàn thắng đầu tiên của anh là vào lưới của Midtjylland FC ngày 22 tháng 4 năm 2018.
Ngày 23 tháng 8 năm 2019, Abou Ali được câu lạc bộ giải hạng nhất Đan Mạch Vendsyssel FF mượn trong phần còn lại của mùa giải năm 2019. Ngày 5 tháng 1 năm 2020, thông tin chính thức rằng anh sẽ tiếp tục ở Vendsyssel trong phần còn lại của mùa giải 2020.

### Silkeborg
Ngày 9 tháng 9 năm 2020, Abou Ali gia nhập câu lạc bộ mới xuống hạng của Đan Mạch là Silkeborg IF theo hợp đồng 4,5 năm cho đến hết năm 2024.

### Quay lại Vendsyssel
Abou Ali trở lại Vendsyssel FF vào ngày 1 tháng 9 năm 2021, ký hợp đồng đến tháng 6 năm 2025. Trong trận ra mắt với Lyngby Boldklub vào ngày 12 tháng 9, Abou Ali bất ngờ gục xuống sân và được đưa đến bệnh viện. Abou Ali vào sân từ băng ghế dự bị trong hiệp một, trước khi gục ngã ở phút 59.

## Thi đấu quốc tế
Sinh ra ở Đan Mạch, Abou Ali là người gốc Palestine. Anh thi đấu cho Đội tuyển bóng đá trẻ Đan Mạch